# 반구정
반구정(伴鷗亭)은 대한민국 경기도 파주시에 있는 정자로, 황희가 짓게 했다. 1983년 9월 19일 경기도의 문화재자료 제12호로 지정되었다.

## 개요
반구정은 조선 세종 때 유명한 정승이었던 황희(1363∼1452)가 관직에서 물러나 갈매기를 친구 삼아 여생을 보내던 곳이다.
임진강 기슭에 세운 정자로 낙하진과 가깝게 있어 원래는 낙하정이라 불렀다.
반구정은 황희가 죽은 후 조상을 추모하는 전국의 선비들이 유적지로 보호하여 오다가 한국전쟁 때 모두 불타 버렸다. 그 뒤 이 근처의 후손들이 부분적으로 복구해 오다가 1967년 크게 고쳐 지었다.
건물 규모는 앞면 2칸·옆면 2칸이며，기둥 윗부분과 옆면 등에 꽃무늬 장식을 돌려 붙였다.

## 참고 자료
- 반구정 - 국가유산청 국가유산포털